# ژان دوسه
ژان دوسه (فرانسوی: Jean Dausset‎؛ زاده ۱۹ اکتبر ۱۹۱۶ - درگذشته ۶ ژوئن ۲۰۰۹) یک ایمنی‌شناس اهل فرانسه بود.
وی همچنین برنده جوایزی همچون جایزه نوبل فیزیولوژی و پزشکی شده است.